# Арриах
Арриах (нем. Arriach) — коммуна (нем. Gemeinde) в Австрии, в федеральной земле Каринтия.
Входит в состав округа Филлах. Население составляет 1520 человек (на 31 декабря 2005 года). Занимает площадь 70,77 км². Официальный код — 2 07 03.

## Фотографии

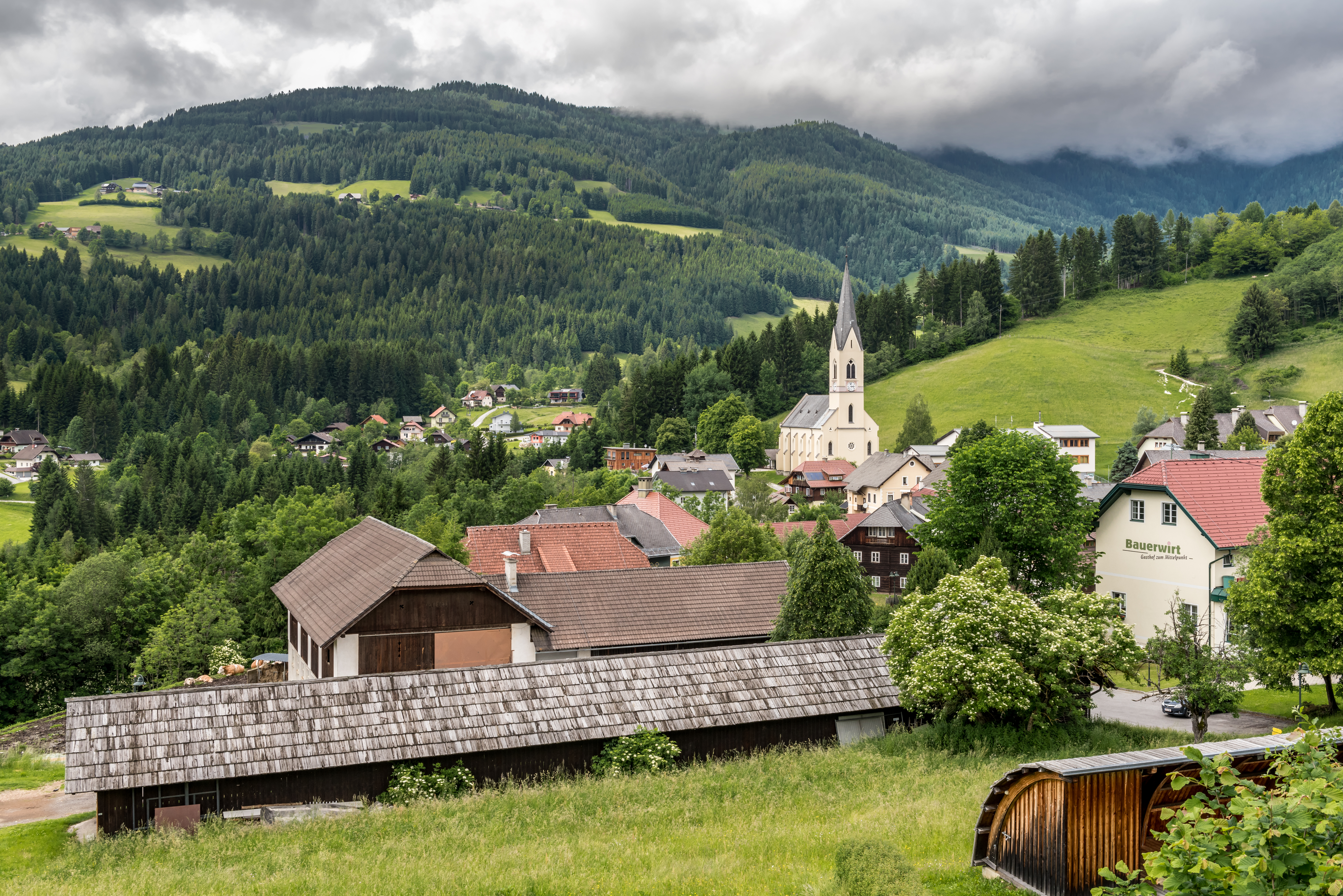
Въезд в город
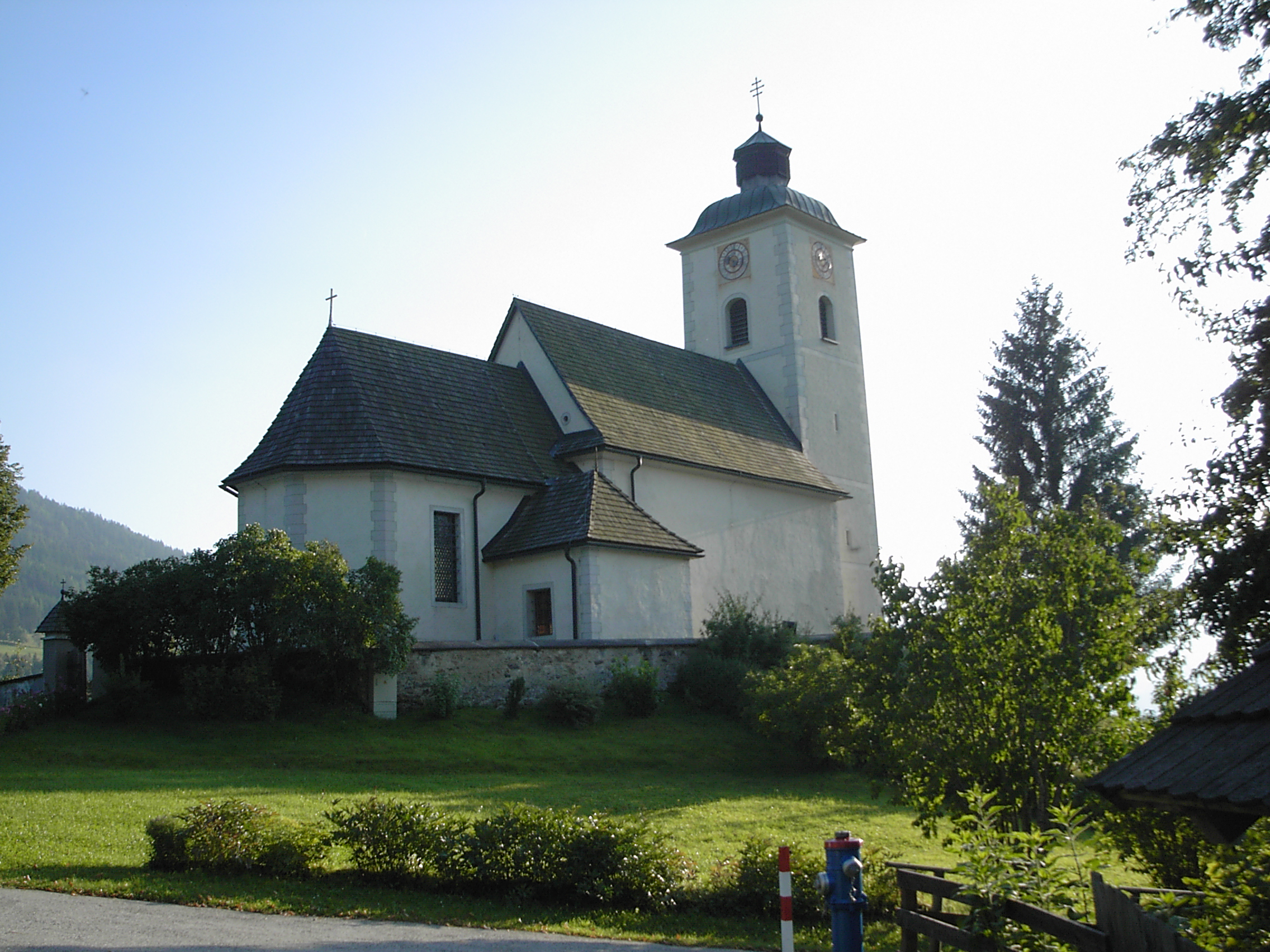
Церковь Святых Филиппа и Якова
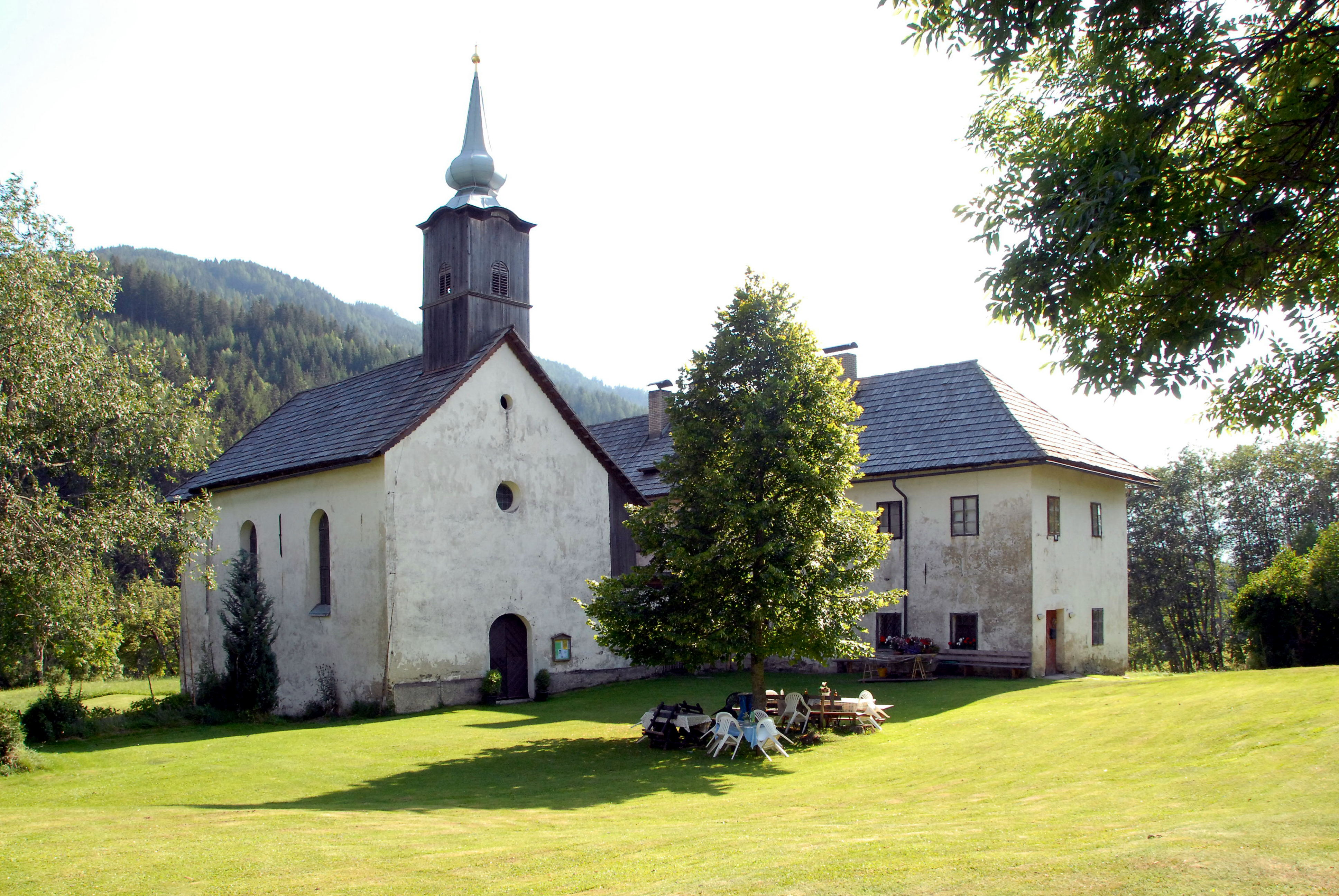
Приходская церковь и хоспис
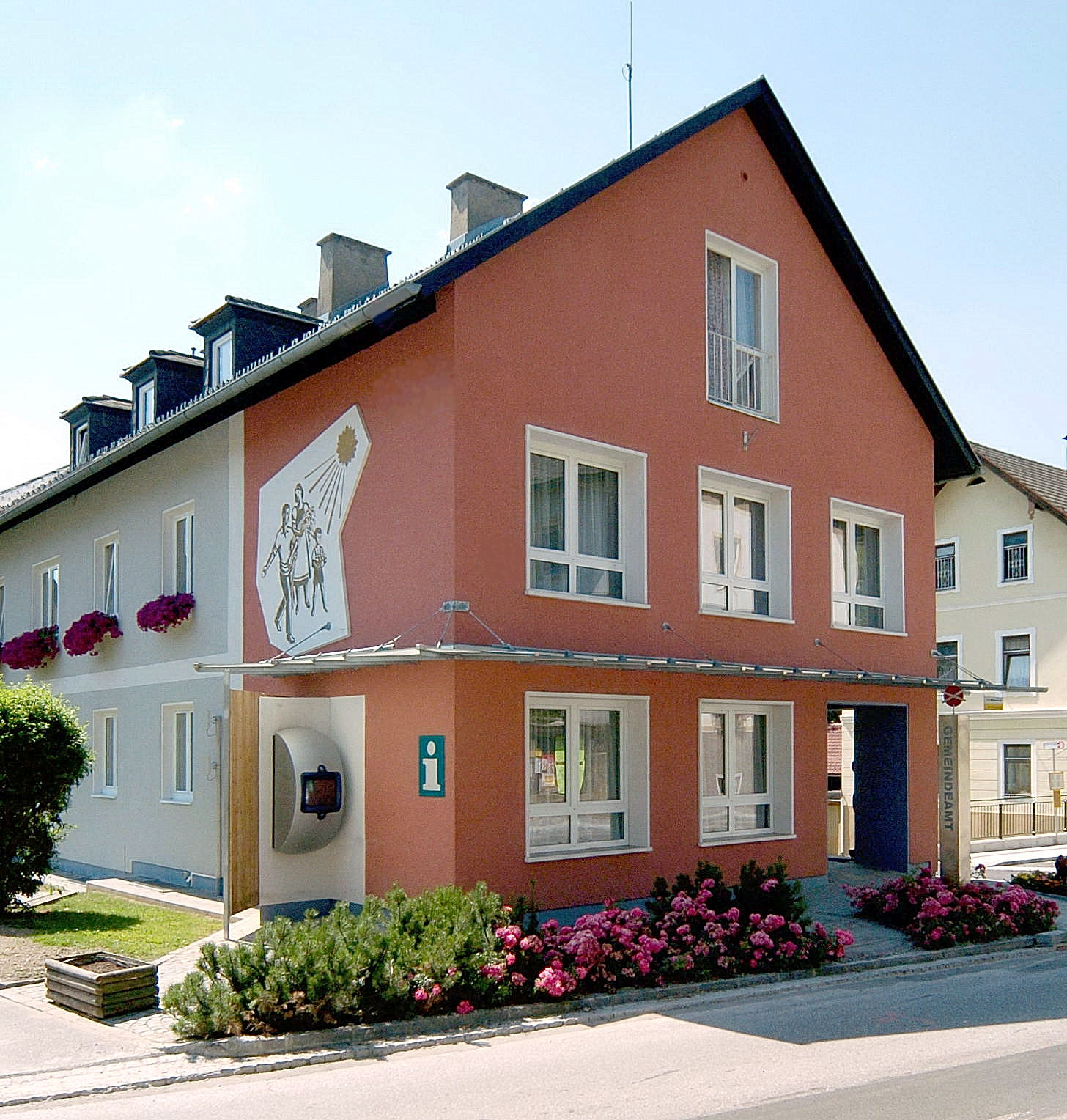
Муниципальный офис

## Политическая ситуация
Бургомистр коммуны — Карл-Герфрид Мюллер (СДПА) по результатам выборов 2003 года.
Совет представителей коммуны (нем. Gemeinderat) состоит из 15 мест.
- СДПА занимает 7 мест.
- АПС занимает 5 мест.
- АНП занимает 3 места.